# Scioto (rzeka)
Scioto ( Scioto River) – rzeka w amerykańskim stanie Ohio, dopływ Ohio.
Rzeka przepływa m.in. przez:
- Chillicothe
- Circleville
- Columbus
- Dublin
- Green Camp
- Hilliard
- Kenton
- LaRue
- Marble Cliff
- Piketon
- Portsmouth
- Prospect
- Shawnee Hills
- Upper Arlington
- Waverly